# Grema
Gregorio Martín Martín alias Grema fue un historietista y diseñador de juguetes español (Villamuelas, 10 de octubre de 1938- Valencia, 29 de mayo de 2005).

## Biografía
Cuando sólo tenía 6 meses, su familia se trasladó a Valencia.
A mediados de los años 50 empezó a trabajar para la revista "Jaimito" de Editorial Valenciana en colaboración con Gorrís. La década siguiente creó su personaje más popular, Barbudín, para "Pumby".
También diseño juguetes e ilustró el libro Carrers i racons de València (1980).
Tras el cierre de Valenciana, ilustró Fix y Foxi e Ips + Co para el mercado alemán, Sport Billy para inglés y Dr. Snookles para holandés.

## Series
| Años | Título                            | Colaborador | Publicación            |
| ---- | --------------------------------- | ----------- | ---------------------- |
| 1960 | Don Paulino y su sobrino Ceferino | Gorrís      | Jaimito                |
| 1961 | Liborio                           | Gorrís      | Jaimito                |
| 1961 | Montana Joe                       | Gorrís      | Jaimito                |
| 1962 | Difumino Carboncillo              | Gorrís      | Jaimito                |
| 1963 | Pincelito                         | Gorrís      | Selecciones de Jaimito |
| 196- | Pancho Bigotes                    |             | Jaimito                |
| 196- | Pelé y Melé                       |             | Jaimito                |
| 196- | Pepito Pegote                     |             | Jaimito                |
| 196- | El Profesor Megatón               |             | Jaimito                |
| 196- | El Reyecito Troglodín             |             | Jaimito                |
| 196- | Gaxógeno, el taxista              |             | Jaimito                |
| 196- | Piolet y Mosquetón                |             | Jaimito                |
| 196- | Barbudín                          |             | Pumby, Super Pumby     |
| 196- | Heliodoro                         |             | Jaimito                |